# Міжнародна рада морських роботодавців
Міжнародна рада морських роботодавців (англ.International Maritime Employers Council, IMEC) — міжнародна організація, що представляє інтереси судноплавних компаній і регулююча трудові відносини в судноплавній галузі.

## Історія створення
1964 р. — судновласниками, які наймали  на роботу моряків з індійського субконтиненту, створюється Міжнародна рада морських роботодавців.

## Роль і функції
Головна роль IMEC полягає в наданні консультацій членам Ради з усіх аспектів трудових відносин в морському секторі, ґрунтуючись на положеннях Конвенції про працю в морському судноплавстві (MLC, 2006), тісно співпрацює з Міжнародною організацією праці (ILO).
Основні функції ІМЕК:
- забезпечує форум для працедавців, щоб обмінюватися думками та інформацією про заробітну плату, умови роботи моряків по всьому світу;
- заохочує, підтримує, координує розробку колективних угод переговорів між роботодавцями і організаціями моряків;
- забезпечує стабільність і визначеність в оплаті праці мореплавців, щоб уникнути локальних суперечок і страйків;
- надає консультативну інформацію для членів Ради з питань трудового законодавства, про негативну дію страйків і бойкотів на роботу морської галузі;
- бере участь в підтримці добробуту моряків, їх професійній підготовці та сприяє трудовій зайнятості моряків по усьому світу;
- слідкує за актуальними розробками міжнародних правил, що стосуються зайнятості мореплавців;
- створює і впроваджує освітні програми спеціалізованої підготовки та інноваційні методи навчання моряків в навчальних закладах світового рівня;
- бере участь у конференціях, форумах, круглих столах, присвячених галузевим питанням у багатьох ключових сферах, включаючи піратство і криміналізацію.

## Діяльність
Міжнародний переговорний форум (IBF) був заснований в 2003 р. як механізм, за допомогою якого морські роботодавці, що складаються в Об'єднаної групі з ведення переговорів (JNG), союзи мореплавців, члени Міжнародної федерації працівників транспорту можуть вести переговори з судновласниками про заробітну плату та умови найму моряків на судна, які охоплюються Спеціальними угодами ITF IBF.
IMEC спільно з Міжнародною групою морських роботодавців, Міжнародною морською асоціацією менеджерів Японії (IMMAJ), Корейською асоціацією судновласників (KSA) і тайванською компанією Evergreen входять до Об'єднаної групи з ведення переговорів (JNG), що дозволяє враховувати думки роботодавців в морській галузі з усього світу. Міжнародна рада морських роботодавців також координує застосування угод IBF від імені своїх членів

### Діяльність ІМЕК в Україні
- За кошти гранту, наданого IMEC у рамках Maritime Education Programmes, Профспілки працівників морського транспорту України (ППМТУ) та крюїнгової компанії Marlow Navigation Ukraine у Херсонській державній морській академії створені навчальні лабораторії[2]:
- Національний університет «Одеська морська академія» отримала повномасштабний тренажер-симулятора машинного відділення норвезької компанії Kongsberg Maritime. Установка нового сучасного тренажера стала можлива завдяки фінансуванню та підтримці Міжнародної ради морських роботодавців та ППМТУ[3].
- 20 - 21 квітня у виставковому комплексі Одеського морського торговельного порту пройшов IV Міжнародний форум «Освіта, підготовка та працевлаштування моряків» (ЕТС - 2016)[4]. Цей захід є щорічним і відбувається за підтримки Міжнародної ради морських роботодавців, Міжнародної федерації транспортників (ITF), БІМКО, Міжнародної асоціації InterManager, Міжнародної асоціації морських університетів (IAMU), Морського інституту Великої Британії, Інституту морської техніки, науки і технології (IMarEST), а також Міністерства освіти і науки України та Міністерства інфраструктури України.

## Члени
На сьогоднішній день кількість членів ІМЕК більше 200 організацій в секторі судноплавства.
Членами ІМЕК є індивідуальні судноплавні компанії, власники і менеджери всіх типів суден: контейнеровозів, круїзних лайнерів, балкерів, танкерів, рефрижераторів. Що становить 11 200 суден, зареєстрованих у 60 різних країнах. На суднах працюють понад 290 тис. моряків 68 різних національностей.
У 2012 р. Профспілка працівників морського транспорту України уклала договір IBF стандарту з Міжнародною радою морських роботодавців, що дозволяє всім членам IMEC застосовувати такий договір для найму моряків з України.
Абонентська плата за членство в ІМЕК є фіксованою, незалежно від величини компанії і вноситься в січні кожного року. Для повноправних членів вступний внесок складає — £ 6000, щорічний внесок — £ 3 750. Для асоційованих членів щорічний внесок — £ 1 875.